# Sprachenrecht
Das Sprachenrecht regelt, welche Sprachen in einem Land oder einer Region verwendet werden, insbesondere bezüglich der Amtssprache und der Gerichtssprache. Es ist damit das Ergebnis der jeweiligen Sprach- und Sprachenpolitik. In den Verfassungen kann die staatliche Sprache festgelegt werden.
Besonders deutlich wird Sprachenpolitik in multilingualen Staaten wie der Schweiz oder Österreich, auch gegenüber sprachlichen Minderheiten, und in internationalen Organisationen.
In Deutschland darf niemand wegen seiner Sprache oder Behinderung benachteiligt werden (Art. 3 Abs. 3 GG). Daher sind zwar Amts- und Gerichtssprache auf bundesstaatlicher Ebene deutsch (§ 23 VwVfG, § 184 Satz 1 GVG), das Recht der Sorben, in den Heimatkreisen der sorbischen Bevölkerung auch vor Gericht sorbisch zu sprechen, ist jedoch gewährleistet (§ 184 Satz 2 GVG). Hinzu kommt, dass in Deutschland die grundsätzliche Kompetenz, Amtssprachen zu bestimmen aufgrund der Kulturhoheit der Länder bei den einzelnen Ländern liegt, so dass beispielsweise in Schleswig-Holstein gebietsweise auch Nordfriesisch Amtssprache ist.
Für Personen, die der deutschen Sprache nicht mächtig sind, sind Dolmetscher zuzuziehen, für hör- oder sprachbehinderte Personen die Hilfe einer die Verständigung ermöglichenden Person oder geeignete technische Hilfsmittel (§§ 185 bis 187 GVG). Personen, die der deutschen Sprache nicht mächtig sind, leisten Eide in der ihnen geläufigen Sprache (§ 188 GVG). Im Verwaltungsverfahren sollen fremdsprachige Anträge, Urkunden oder sonstige Dokumente übersetzt, im Übrigen ebenfalls Dolmetscher herangezogen werden (§ 23 Abs. 2 VwVfG). Den Anspruch hör- oder sprachbehinderte Menschen, in Verwaltungsverfahren in Deutscher Gebärdensprache, mit lautsprachbegleitenden Gebärden oder über andere geeignete Kommunikationshilfen zu kommunizieren, regelt die Kommunikationshilfenverordnung.
In einem Gesetzentwurf schlägt der deutsche Bundesrat vor, bei den Landgerichten Kammern für internationale Handelssachen einzurichten, bei denen Englisch als Verfahrenssprache gewählt werden kann.
In Litauen zum Beispiel gibt es neben der verfassungsrechtlichen Reglementierung ein Gesetz über die litauische Sprache, über dessen Einhaltung und Verwirklichung drei verschiedene Behörden wachen.